# 野坂寺

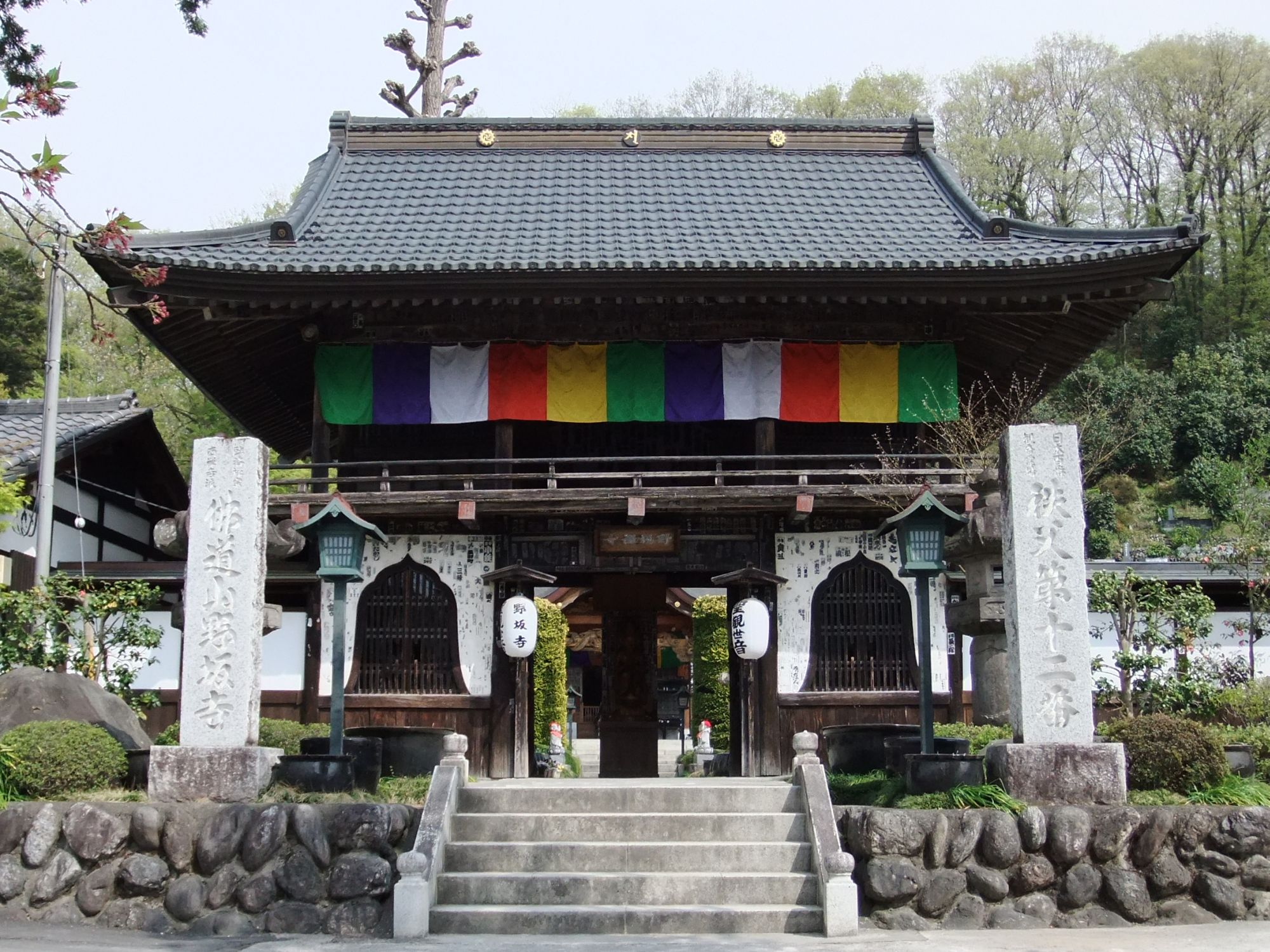
山門

野坂寺（のさかじ、のさかでら）は、埼玉県秩父市にある臨済宗南禅寺派の寺院で、山号は佛道山と号する。
本尊真言：おん あろりきゃ そわか
御詠歌：老いの身に苦しきものは野坂寺 今思い知れ後の世の道

## 歴史
創建年代は不明である。昔、甲斐国（現・山梨県）の商人が当地を通りかかったところ、山賊一味が現れて追い剥ぎをしようとしたため、商人は所持していた観音菩薩像に祈願したところ、その観音像から不思議な光を発したため、山賊一味は首領を除いて逃げ出してしまった。残った首領は改心して、仏門に入ることを誓ったという。数年後、この商人が立ち寄ったところ、元山賊の首領は僧侶姿になって真面目に修行に励んでいたという。この姿に感動して、当地に観音像を安置する堂宇（野坂観音堂）を創建したのが当寺の起源である。
その後、寺運衰微したが、1651年（慶安4年）に啓室によって中興された。1741年（寛保元年）、仏海は野坂観音堂を管理する「野坂寺」と統合し、現在地に移転した。旧観音堂は現在の当寺の裏山に位置し、統合後に「奥の院」となった（現存せず）。
1906年（明治39年）に火災に遭い、山門を除いて全焼した。1909年（明治42年）に再建された。

## 文化財
- 札所12番 仏道山野坂寺（秩父市指定史跡 昭和40年1月25日指定）[4]

## 交通アクセス
- 西武秩父駅より徒歩15分（約1km）
- 十一番札所常楽寺より徒歩20分

## 前後の札所
秩父札所（江戸巡礼古道）
11 常楽寺 -- (1.5km)-- 12 野坂寺 -- (1.4km)-- 13 慈眼寺